# 대한민국 민법 제1049조
대한민국 민법 제1049조는 재산분리의 대항요건에 대한 대한민국 민법 조문이다.

## 조문
제1049조(재산분리의 대항요건)
재산의 분리는 상속재산인 불동산에 관하여는 이를 등기하지 아니하면 제삼자에게 대항하지 못한다.

## 판례
- 민법 제1049조는 “재산의 분리는 상속재산인 부동산에 관하여는 이를 등기하지 아니하면 제3자에게 대항하지 못한다.”고 규정하고 있지만, 이는 한정승인과는 별개의 제도인 재산의 분리에 관한 규정이고, 재산의 분리에 있어서는 앞에서 본 바와 같은 의미에서의 상속채권자의 우선적 권리는 인정되지 않으므로, 위 규정에 근거하여 한정승인 사실이 등기되지 않는다는 것 때문에 상속채권자의 우선적 권리가 유지될 수 없다고 볼 것도 아니다.[1]

## 같이 보기
- 한정승인

## 참고문헌
1. ↑  대법원 2010. 3. 18 선고 2007다77781 전원합의체 판결